# NecstGen
Het Netherlands Center for the Clinical Advancement of Stem Cell & Gene Therapies (NecstGen) is een Nederlands centrum gericht op de ontwikkeling en klinische toepassing van cel- en gentherapieën. Het centrum is een volledige dochteronderneming van het Leids Universitair Medisch Centrum (LUMC) en is gevestigd in Mirai House op het Leiden Bio Science Park. 

## Geschiedenis
De oprichting van NecstGen komt voort uit de toenemende publieke en private investeringen in cel- en gentherapieën. De sector heeft sinds 2019 een snelle groei doorgemaakt, resulterend in de eerste klinische toepassingen voor patiënten. Door de groei van het vakgebied is er een toenemende behoefte aan gespecialiseerde faciliteiten en expertise. 

## Samenwerkingen
NecstGen is gevestigd in Leiden, een belangrijk wetenschappelijk ecosysteem op het gebied van geavanceerde therapieën. Het centrum werkt samen met zowel academische als industriële partners en onderhoudt samenwerkingen met organisaties als RegMedXB en het Center for Commercialization of Regenerative Medicine (CCRM) in Canada en Australië.